# Cawthronia nigra
Cawthronia nigra är en tvåvingeart som beskrevs av Tonnoir och Edwards 1927. Cawthronia nigra ingår i släktet Cawthronia och familjen svampmyggor. Inga underarter finns listade i Catalogue of Life.